# Rickenbach (Lindau)

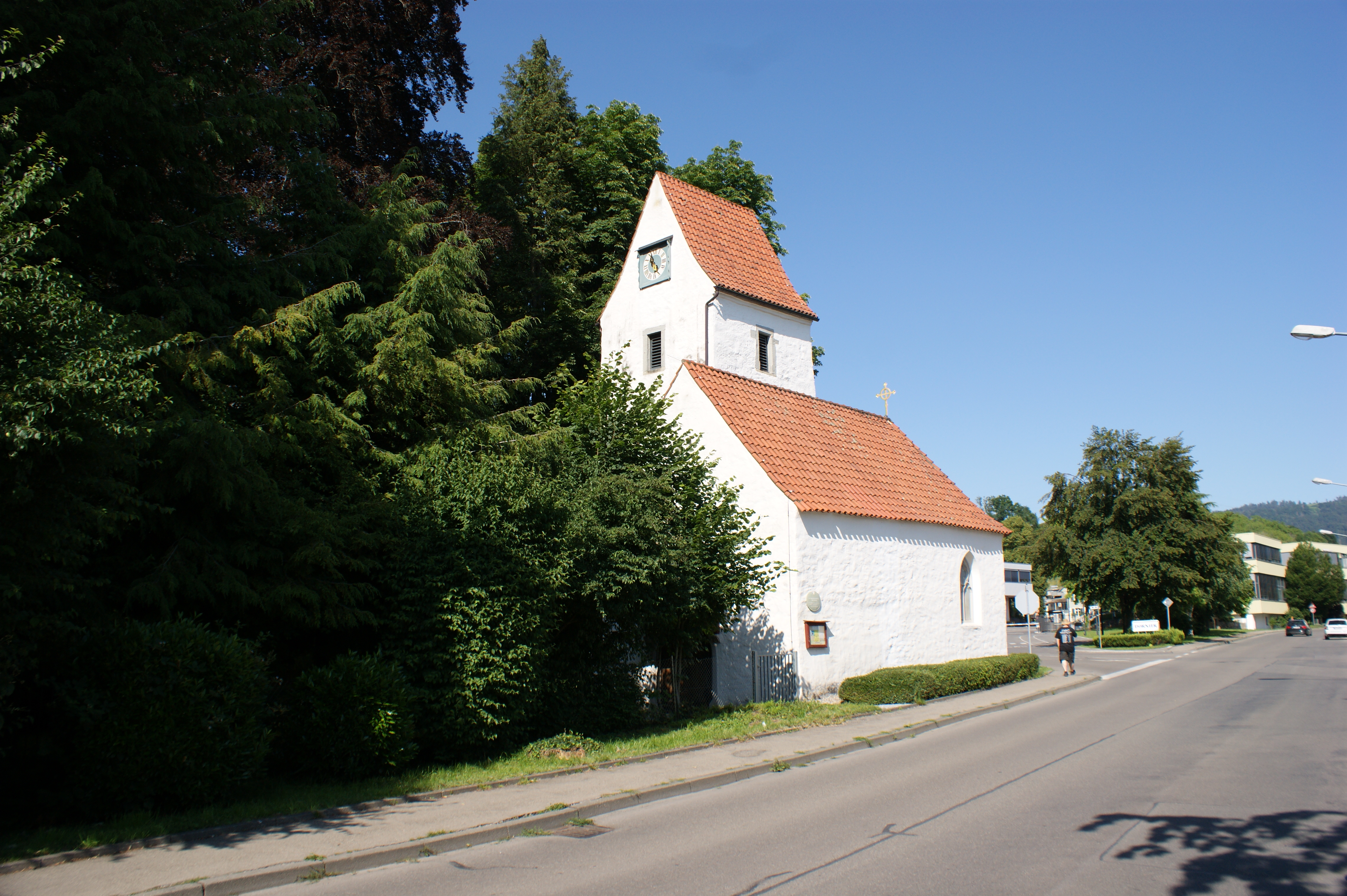
Kapelle Sankt Wolfgang (2020)

Rickenbach (mundartlich: Rikəbach) ist ein Stadtteil der Großen Kreisstadt Lindau (Bodensee) im gleichnamigen Landkreis im bayerischen Regierungsbezirk Schwaben.

## Geografie
Der Stadtteil Rickenbach grenzt im Westen direkt an den Stadtteil Wannenthal sowie den Stadtteil Reutin. Nördlich des Orts befindet sich Bösenreutin, östlich die Bundesautobahn 96 und im Süden der Stadtteil Zech. Der Ort liegt am Ende des Bösenreut Tobel.

## Geschichte
Mittelalterliche und frühneuzeitliche Befunde im Bereich der evangelischen Kapelle St. Wolfgang weisen schon auf eine frühe Besiedelung in diesem Bereich hin. Rickenbach wurde erstmals im Jahr 838 urkundlich als Rihchinbah erwähnt. Der Ortsname stammt wahrscheinlich vom Personennamen Richo ab. Möglich sind auch die Abstammung vom mittelhochdeutschen Wort ricke für Hügelreihe bzw. Bergschlucht oder vom ebenfalls mittelhochdeutschen Wort rich für reich. Im 9. Jahrhundert wurde die Kapelle St. Wolfgang erbaut. Während des Dreißigjährigen Kriegs zählte Rickenbach 39 Häuser und Hofstätten. Im Jahr 1769 wurde der Ort durch ein Hochwasser verwüstet. 1807 lebten 30 Personen im Ort. 1874 wurde ein Milchwerk im Ort eröffnet, das 1905 Teil des Unternehmens Nestlé wurde. Rickenbach wurde am 1. Februar 1922 als Gemeindeteil von Reutin nach Lindau eingemeindet. 1933 eröffneten die Dornier-Werke ein Flugzeugwerk in Rickenbach. Im Jahr 1945 wurde durch die französische Besatzungsmacht die Interimsforschungseinrichtung Atelier Aéronautique de Rickenbach im Dornierwerk gegründet. Dort wurde unter anderem die nach dem Rickenbacher Institut benannte Serie von Düsentriebwerken „Atar“ entwickelt.

## Wirtschaft
Im Ort befindet sich das 1950 gegründete Unternehmen Lindauer Dornier, das Webmaschinen, Textilausrüstungsmaschinen, Folienreckanlagen und Trockner herstellt.

## Baudenkmäler
Siehe: Liste der Baudenkmäler in Rickenbach

## Infrastruktur
Der Stadtteil ist im ÖPNV durch den Stadtbus Lindau erschlossen. Durch den Stadtteil verläuft der Bodensee-Rundweg.

## Persönlichkeiten
- Peter Dornier (1917–2002), Unternehmer